# مانويل بيريز (مخرج)
مانويل بيريز هو رسام وكاتب سيناريو ومخرج كوبي، ولد في 19 نوفمبر 1939 في هافانا في كوبا.

## وصلات خارجية
- مانويل بيريز على موقع IMDb (الإنجليزية)
- مانويل بيريز على موقع ألو سيني (الفرنسية)
- مانويل بيريز على موقع ألو سيني (الفرنسية)
- مانويل بيريز على موقع أول موفي (الإنجليزية)
- مانويل بيريز على موقع أول موفي (الإنجليزية)
- مانويل بيريز على موقع قاعدة بيانات الأفلام السويدية (السويدية)
- مانويل بيريز على موقع قاعدة بيانات الفيلم (الإنجليزية)
- مانويل بيريز على موقع كينوبويسك (الروسية)